# Gewöhnlicher Stechrochen
Der Gewöhnliche Stechrochen (Dasyatis pastinaca) ist eine Rochenart des östlichen Atlantiks, der wie alle Stechrochen mit einem Giftstachel ausgestattet ist.

## Merkmale

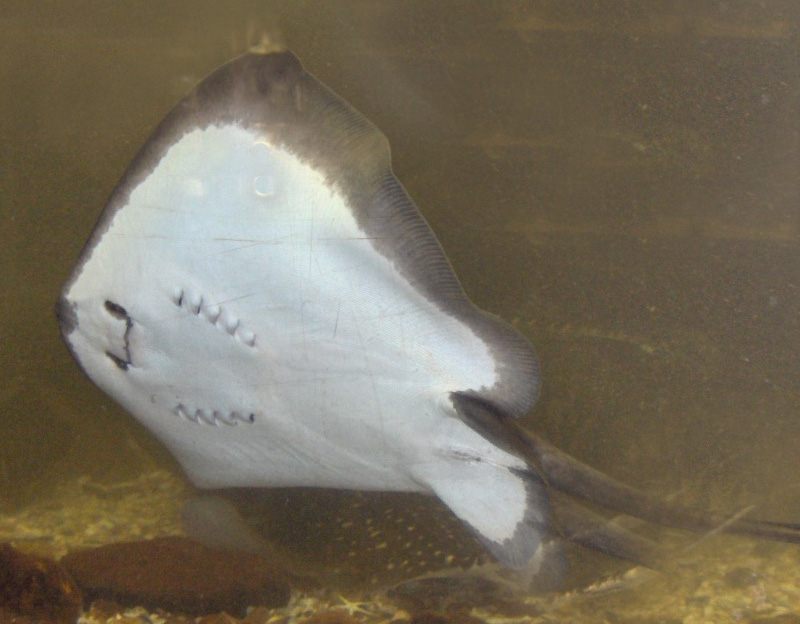
Unterseite

Der Gewöhnliche Stechrochen erreicht eine Körperlänge von maximal 2,5 Meter und ein Gewicht von bis zu 10 Kilogramm. Dabei bleibt er in der Regel deutlich unter einem Meter Länge. Er hat einen für Rochen typischen abgeflachten Körper, der die Form einer Raute hat, mit einem dünnen langen Schwanz. Die Rückenseite ist braun und dunkel marmoriert, die Unterseite ist weiß. Auf dem Schwanz trägt der Rochen einen mit Widerhaken besetzten Giftstachel (daher der Artname pastinaca – weil für die Römer der Stachel Ähnlichkeit mit der Pastinaken-Wurzel hatte). Rückenflossen sind nicht vorhanden.

## Verbreitung

Verbreitungsgebiet des Gewöhnlichen Stechrochens

Der Gewöhnliche Stechrochen lebt auf dem Meeresboden im östlichen Atlantik von der Südküste Großbritanniens und der Nordsee bis zur Küste Mauretaniens sowie im Mittelmeer.

## Lebensweise
Wie die Mehrzahl der Rochen ist auch der Gewöhnliche Stechrochen ein bodenlebender Fisch, wobei er in Küstennähe bis 200 Meter, meistens zwischen 20 und 35 Metern Tiefe, auf Sand- und Schlammböden anzutreffen ist. Die dämmerungs- und nachtaktiven Rochen halten sich tagsüber verborgen im Sand auf und ernähren sich vor allem von wirbellosen Tieren wie Krebstieren, Weichtieren und Stachelhäutern sowie von kleinen Fischen.
Die Weibchen sind lebendgebärend (ovovivipar), die vier bis sechs Embryonen entwickeln sich in einem plazentaähnlichen Zottenbereich, der vom rechten Eileiter gebildet wird und Nährstoffe absondert. Die Tragzeit beträgt etwa vier Monate.

## Belege
1. 1 2 3 4  Andreas Vilcinskas: Fische. Mitteleuropäische Süßwasserarten und Meeresfische der Nord- und Ostsee. BLV, München 2000, ISBN 3-405-15848-6, S. 54.
2. 1 2  Gewöhnlicher Stechrochen auf Fishbase.org (englisch)